# 조지 산토스
조지 앤서니 디볼더 산토스(영어: George Anthony Devolder Santos)는 미국 공화당 소속의 정치인이자 미국 뉴욕주 3구의 전직 하원의원이다.
산토스는 그의 이력, 근무 경력, 범죄 기록, 재정 상태, 민족, 종교 및 기타 문제에 대해 공개 및 비공개로 수많은 거짓 또는 모호한 주장을 했다. 2022년 미국 하원 의원 선거 이후, 많은 뉴스 매체는 그의 조상, 교육, 고용, 자선 활동, 재산 소유권 및 그가 피해자라고 주장한 범죄에 대한 주장을 포함하여 자체 출판 전기의 상당 부분이 조작된 것으로 보인다고 보도했으며, 그는 교육 및 고용이력에 대한 거짓말을 인정했다. 그는 이 사항들에 대해 2023년 2월부터 미국 연방, 뉴욕 주 및 나소 카운티 당국의 조사를 받고 있으며, 또한 당선 이후 2008년에 브라질에서 수표 사기를 저지른 혐의에 대해 브라질 당국이 조사를 시작했다. 2023년 연방 기소장 2건에 따르면 산토스는 23개의 사기 관련 혐의를 받고 있으며, 산토스는 이에 대해 무죄를 주장하고 있다.
이러한 논란들로 인해 민주당과 공화당 내의 많은 구성원들이 의원직에서 사퇴할 것을 요구하고 있지만 그는 완강히 거부하고 있으며, 2024년 선거에 출마할 것이라고 2023년 3월 14일에 밝혔다., 그는 2023년 10월에 진행된 1차 추방 투표에서 살아남았다. 하지만, 하원 윤리위가 11월에 산토스가 사기에 연루되었다는 보고서를 발표했다. 결국 그는 2023년 12월 1일에 진행된 하원 투표에서 찬성 311표와 반대 114표로 2/3 이상이 추방에 찬성해 의회에서 추방 되었으며, 하원 역사상 6번째 추방이자 최초의 공화당원으로 기록되었으며, 연방 범죄로 유죄 판결을 받거나 남부 동맹을 지지하지 않고 추방된 유일한 의원이 되었다.

## 논란
산토스는 허위 약력을 내세워 벌인 기만과 계속된 자금 횡령으로 하원 윤리위와 사법당국의 조사를 받게 되었다. 2023년 5월 26일에 로버트 가르시아 의원이 산토스 의원에 대한 제명안을 제출했지만, 하원을 장악하고 있던 공화당에서는 윤리위 추가적인 조사를 실시할 것을 요청했다. 윤리위 조사 과정에서 공금 횡령과 거짓이 산토스는 말로는 협조 하겠다고 했지만 답변을 회피하거나, 서류 제출에 불성실하게 임했으며, 결국 윤리위는 보고서를 공개하며 동시에 법무부에 보고서를 제출한다고 만장일치로 결의했다.

### 자신의 약력에 대한 허위 진술 작성 논란
산토스가 선거에서 승리한 이후인 2022년 12월, 뉴욕 타임즈는 그가 교육 및 고용 이력을 포함하여 자신의 삶과 경력의 여러 측면을 허위 사실로 기제했다고 보도했다. 또한, 브라질에서 해결되지 않은 수표 사기가 있었다고 보도했다. 같은날, 산토스의 변호사는 "이러한 주장으로 산토스의 이름을 더럽히려고 시도했습니다"고 밝혔다; 산토스는 여러 요청에도 불구하고 자신의 주장을 입증할 문서를 제출하지 않았다. 이후 12월 21일에, 가족의 유대인 유산에 대해 광범위하게 거짓말을 했음이 보도되었다. 그의 외조부모는 홀로코스트를 피해 소비에트 우크라이나와 독일 점령 벨기에에서 브라질로 도망쳤다는 그의 초기 주장은 거짓으로 밝혀졌으며, 그의 외조부모는 모두 브라질에서 태어난 것으로 밝혀졌다. 12월 23일에 산토스는 트위터에 "저의 의야기를 다음주에 밝힐 것이라고" 트위터에 입장을 남겼으며 같은 날, 뉴욕주 법무부 장관 리티나 제임스는 산토스에 대한 조사가 시작되었다고 밝혔다.
12월 26일에, 산토스는 침묵을 깨고 WABC 라디오와 뉴욕 포스트를 통해 입장을 밝혔다. 그는 WABC 라디오에서 "나는 사기꾼이 아니다. 나는 전국을 사취하고, 가상의 인물을 만들어 의회에 출마한 범죄자가 아니다"라고 범죄자임을 부인했다. 산토스는 대학을 졸업하고 골드만 삭스 및 시티그룹에서 일한 것에 대한 거짓말을 했다는 의혹에 대해서 인정했다. 인터뷰에서 그는 본인의 발언에 대해"'Jewish'(유태인) 라고 말하지 않았으며, 저는 가톨릭입니다. 외가가 유태인 배경을 가지고 있다는 것을 알았기 때문에 나는 'Jew-ish'(유-태인)라고 말한 것입니다" 라고 해명했다. 그는 과거 혼인 이력과 관련해서 인정했지만, "게이와 같다" 고 설명했다. 한편, 공화당 하원 원내대표 케빈 매카시가 의견 제시를 거부하는 등 공화당의 지도부는 이 문제에 대해 대체로 침묵하고 있지만, 많은 전현직 공화당 의원이 산토스 의원이 자진 사퇴하거나, 하원 윤리위의 조사를 받을 것을 요구하고 있다.

### 선거 자금 불법유통 논란
미국 하원 윤리위의 조사 보고서에 따르면, 산토스는 선거자금 절취, 기부금 사용목적 사기, 허위의 대출 보고, 부정한 사업 거래 등 산토스 의원의 광범위한 위법행위에 대한 상당한 증거를 발견했다고 밝혔으며
, 선거운동 자금을 명품 구매와 고급 레스토랑과 같은 유흥시설 이용, 자신의 신용카드 대금을 지불하는 데 쓰는 등 반복적으로 사적 유용을 했다고 보고서는 설명했다.

## 역대 선거 결과
| 선거명      | 직책명                    | 대수  | 정당   | 득표율 | 득표수    | 결과 | 당락                 |
| ----------- | ------------------------- | ----- | ------ | ------ | --------- | ---- | -------------------- |
| 2020년 선거 | 하원의원 (뉴욕 제3선거구) | 117대 | 공화당 | 43.44% | 161,931표 | 2위  | 낙선                 |
| 2022년 선거 | 하원의원 (뉴욕 제3선거구) | 118대 | 공화당 | 53.74% | 145,824표 | 1위  | 뉴욕주 하원의원 당선 |

## 같이 보기
- 히가시타니 요시카즈

## 참고 자료
- 위키미디어 공용에 조지 산토스 관련 미디어 분류가 있습니다.